# (3690) Larson
(3690) Larson es un asteroide perteneciente al cinturón de asteroides, descubierto el 3 de agosto de 1981 por Edward Bowell desde la Estación Anderson Mesa (condado de Coconino, cerca de Flagstaff, Arizona, Estados Unidos).

## Designación y nombre
Designado provisionalmente como 1981 PM. Fue nombrado Larson en honor al experto estadounidense en ciencias planetarias Stephen M. Larson.